# Kristanna Loken
Pour les articles homonymes, voir Loken.
Kristanna Loken (ou Løken) est une actrice américaine, née le 8 octobre 1979 à Ghent (État de New York).

## Biographie
Kristanna Loken est la fille de Rande Porath, mannequin, et Merlin Loken, un écrivain de nouvelles et de scénarios cinématographiques. Ses grands-parents d'origine norvégienne ont immigré dans l'État du Wisconsin.

### Carrière
Elle commence une carrière de mannequin dès l'âge de 15 ans. Elle est encouragée par sa mère, qui arrêta sa carrière pour élever sa fille à sa naissance.
Après être devenue top-model grâce à un contact avec l'agence Elite, elle joue dans quelques séries télévisées comme Loïs et Clark, Sliders : Les Mondes parallèles, Mortal kombat Conquest ainsi que dans plusieurs films, dont Terminator 3 : Le Soulèvement des machines où elle joue le rôle du T-X venu du futur pour éliminer le futur chef des humains.
En 2004, elle tient l'un des rôles principaux dans le téléfilm américano-britanno-allemano-italien L'Anneau sacré.
En 2006, elle joue le rôle principal du film BloodRayne et fait une apparition dans le film In the Name of the King: A Dungeon Siege Tale.
En 2007, elle joue dans dix épisodes de la série The L Word puis a interprété le rôle-titre dans la série télévisée Painkiller Jane, arrêtée au bout d'une saison.
Kristanna se tourne aujourd'hui de plus en plus vers la production.
En 2014, elle est dans le film d'action  Mercenaries aux côtés de Brigitte Nielsen, Vivica A. Fox, Cynthia Rothrock et Zoë Bell.

### Vie privée
Elle affirme dans une interview dans le magazine Curve sa bisexualité et que certaines de ses relations avec des femmes avaient été bien meilleures qu'avec des hommes. Loken a déjà mis en avant sa bisexualité lorsqu'elle embrasse sur la bouche la chanteuse américaine Pink lors de la cérémonie des World Music Awards à Monte-Carlo. En novembre 2006, le magazine lesbien The Advocate affirme que l'actrice vit une romance avec l'actrice Michelle Rodriguez,, qui a joué avec elle dans le film BloodRayne. Questionnée en avril 2007 sur sa relation, Kristinna Loken répond : « Nous sommes de grandes amies. Elle restera toujours une grande amie, proche de moi. J'aimerai toujours Michelle ».
Le 17 janvier 2008, elle annonce sur son site Internet qu'elle est fiancée avec l'acteur Noah Danby (son binôme dans Painkiller Jane). Ils se sont mariés le 10 mai 2008.
Dans une interview pour AfterEllen.com, Loken se confie pour la première fois sur sa séparation avec son mari Noah Danby et sur le nouvel amour de sa vie. Elle confie : « [...] J’en suis venue à mettre un terme à ma relation avec Noah et je suis actuellement en couple avec une femme depuis les sept derniers mois [...] ».

## Filmographie

### Cinéma
- 2000 : Gangland d'Art Camacho : Angie
- 2001 : Academy Boyz de Dennis Cooper : Linda Baker
- 2001 : Air Panic de Bob Misiorowski : Josie
- 2003 : Terminator 3 : Le Soulèvement des machines de Jonathan Mostow : le Terminator T-X
- 2006 : BloodRayne de Uwe Boll : Rayne
- 2007 : King Rising, Au nom du roi (In the Name of the King : A Dungeon Siege Tale) d'Uwe Boll : Elora
- 2009 : Darfur d'Uwe Boll : Malin Lausberg
- 2010 : Naked Before the World de Martin Gooch : Diane
- 2011 : S.W.A.T.: Firefight de Benny Boom : Rose Walker
- 2011 : 301, La Légende de Superplus Maximus (The Legend of Awesomest Maximus) de Jeff Kanew : Venalia
- 2013 : Bounty Killer de Henry Saine : Catherine
- 2013 : Dark Power de John Milton Branton : Mila Driver
- 2013 : Fighting for Freedom de Farhad Mann : Karen
- 2014 : Black Rose d'Alexander Nevsky : Emily Smith
- 2014 : Hunting the Phantom de Marina Kunarova : Rush
- 2014 :  Mercenaries de Christopher Ray : Kat Morgan
- 2015 : Body of Deceit de Alessandro Capone : Alice
- 2024 : Hatch : Protection rapprochée (Darkness of Man) de James Cullen Bressack

### Télévision

#### Téléfilms
- 2004 : L'Anneau sacré (Ring of the Nibelungs) d'Uli Edel : Brunhild
- 2010 : L'Appât du gain (Ties That Bind) de Frédérik D'Amours : Hope Webster
- 2019 : Mon fils, piégé dans un réseau d'escort boys ! (Purity Falls) de Shane O'Brien : Nicole

#### Séries télévisées
- 1994 : As the World Turns : Danielle « Dani » Andropoulos #3 (1994)
- 1995 : New York, police judiciaire (Law and Order) : Sonya Dubrow (saison 6, épisode 16)
- 1996 : Aliens in the Family : Tiffany Kindall
- 1997 : Loïs et Clark : Penny Barnes (saison 4, épisode 16)
- 1997 : Star Trek: Voyager : Malia (saison 3, épisode 20)
- 1997 : Voilà ! : Kristanna (saison 1, épisode 5)
- 1996-1997 : Unhappily Ever After : Sable O'Brien (9 épisodes)
- 1996-1998 : Incorrigible Cory : Jennifer Bassett (2 épisodes)
- 1997-1998 : Pensacola : Janine Kelly (22 épisodes)
- 1999 : Sliders : Les Mondes parallèles (Sliders) : Catherine Clark (saison 4, épisode 22)
- 1998 : Mortal Kombat: Conquest : Taja (22 épisodes)
- 2001 : Philly : Lisa Walensky (8 épisodes)
- 2007-2008 : The L Word - Saison 4 : Paige Sobel (10 épisodes)
- 2007 : Painkiller Jane : Jane Vasco (22 épisodes)
- 2011-2012 : Burn Notice : Rebecca Lang (4 épisodes)
- 2012 : Key & Peele : Red Falcon (saison 2, épisode 9)
- 2014 : Bump and Grind : Jules (saison 1, épisode 1)
- 2015 : Le Monde de Riley (Girl Meets World) : Jennifer Bassett Minkus (saison 2, épisode 15)
- 2017 : L'Arme fatale (saison 2, épisode 8 : Oublie-moi si tu peux (Fork-Getta-Bout-It (litt. : « Laisse tomber »))